# Sân vận động Tochigi Green
Sân vận động Tochigi Green (栃木県グリーンスタジアム Tochigi-ken Gurīn Stajiamu) là một sân vận động đa chức năng nằm ở Utsunomiya, Tochigi, Nhật Bản.
Ban đầu nơi đây chỉ có một khán đài bê tông duy nhất. Một khán đài bê tông mới được xây dựng đối diện khán đài chính và khánh thành vào mùa giải 2011. Sân hiện có sức chứa 18,025 khán giả.